# Henryk Ciereszko

Wappen von Henryk Ciereszko

Henryk Ciereszko (* 9. September 1955 in Hermanówka, Woiwodschaft Podlachien) ist ein polnischer römisch-katholischer Geistlicher und Weihbischof in Białystok.

## Leben
Henryk Ciereszko empfing am 14. Juni 1981 die Priesterweihe. Anschließend war er Kaplan in Mońki. 1983 wurde er für ein Aufbaustudium im Fach Fundamentaltheologie an der Katholischen Universität Lublin freigestellt, wo er 1985 das Lizentiat erwarb und 1988 mit einer Dissertationsschrift zum Thema Die apologetische Methode von Pawel Swetlow zum Dr. theol. promoviert. Anschließend war er Kaplan der Pfarrei Święty Rocha in Białystok. Von 1990 bis 1995 hatte er das Amt des Präfekten am Erzbischöflichen Priesterseminar inne und war anschließend bis 1998 und erneut von 2001 bis 2008 Spiritual derselben Einrichtung. Papst Johannes Paul II. verlieh ihm am 8. Februar 2003 den Ehrentitel Kaplan Seiner Heiligkeit (Monsignore). Seit 2007 ist er Mitglied des Priesterrates und seit 2008 Domkapitular des Metropolitankapitels von Białystok.
Am 17. November 2012 ernannte ihn Papst Benedikt XVI. zum Titularbischof von Dices und zum Weihbischof in Białystok. Die Bischofsweihe erfolgte durch den Erzbischof von Białystok, Edward Ozorowski, am 15. Dezember dieses Jahres; Mitkonsekratoren waren Stanisław Szymecki, emeritierter Erzbischof von Białystok, und Erzbischof Celestino Migliore, Apostolischer Nuntius in Polen. Als Wahlspruch wählte er In Misericordia Tua speravi (polnisch Zaufałem twemu miłosierdziu ‚„Ich habe auf deine Barmherzigkeit vertraut“‘, aus Psalm 13:6). Vom 26. März bis 3. September 2021 war Henryk Ciereszko zudem Diözesanadministrator von Białystok.